# كارلوس بيدرو سيلفا مورايس
كارلوس بيدرو سيلفا مورايس (بالبرتغالية: Carlos Pedro Silva Morais‏) (مواليد 21 مارس 1976 في برايا) لاعب كرة قدم من الرأس الأخضر دولي يجيد اللعب في مركز الهجوم . يلعب حاليا لصالح نادي الخريطيات القطري منذ سنة 2008 .

## روابط خارجية
- كارلوس بيدرو سيلفا مورايس على موقع الاتحاد الدولي (مؤرشف)  (الإنجليزية)
- كارلوس بيدرو سيلفا مورايس على موقع قاعدة بيانات كرة القدم.إي يو (الإنجليزية)
- كارلوس بيدرو سيلفا مورايس على موقع ناشيونال فوتبول تيمز (الإنجليزية)
- كارلوس بيدرو سيلفا مورايس على موقع Soccerway.com (الإنجليزية)